# 1964 en combiné nordique
| Années du combiné nordique : 1961 - 1962 - 1963 - 1964 - 1965 - 1966 - 1967    |
| Décennies du combiné nordique : 1930 - 1940 - 1950 - 1960 - 1970 - 1980 - 1990 |

Cette page reprend les résultats de combiné nordique de l'année 1964.

## Festival de ski d'Holmenkollen
Comme l'année précédente, l'épreuve de combiné de l'édition 1964 du festival de ski d'Holmenkollen fut remportée par le champion olympique ouest-allemand Georg Thoma devant le Polonais Erwin Fiedor. Le Norvégien Arne Larsen complète le podium. Georg Thoma est le premier non norvégien à remporter l'épreuve deux années de suite.

## Jeux du ski de Lahti
L'épreuve de combiné des Jeux du ski de Lahti 1964 fut remportée par le coureur norvégien Arne Larsen. Il s'impose devant son compatriote Mikkel Dobloug. L'Allemand de l'Est Roland Weißpflog complète le podium.

## Jeux du ski de Suède
Les Jeux du ski de Suède 1964 se déroulèrent à Kiruna. L'épreuve de combiné donna lieu à un doublé Est-Allemand, Roland Weißpflog s'imposant devant le vainqueur de l'édition 1961, Günter Flauger. Le Norvégien Tormod Knutsen complète le podium.

## Jeux olympiques
Les Jeux olympiques d'hiver eurent lieu à Innsbruck, en Autriche. L'épreuve de combiné fut remportée par le Norvégien Tormod Knutsen devant le Soviétique Nikolaï Kisseliov. Le podium est complété par le champion olympique sortant, l'Allemand de l'Ouest Georg Thoma, qui, comme lors de l'édition précédente, courait pour Équipe unifiée d'Allemagne.

## Universiade
L'Universiade d'hiver de 1964 s'est déroulée à Špindlerův Mlýn, en Tchécoslovaquie. Comme lors de l'édition précédente, l'épreuve de combiné fut remportée par le Soviétique Vjatscheslav Drjagin. Il s'impose devant le Tchécoslovaque Stefan Oleksak et le Japonais Takashi Fujisawa.

## Championnats nationaux

### Championnats d'Allemagne
L'épreuve du championnat d'Allemagne de combiné nordique 1964 fut remportée, pour la septième année consécutive, par Georg Thoma.
À l'Est, l'épreuve du championnat d'Allemagne de combiné nordique 1964 fut remportée par Roland Weißpflog, du SC Traktor Oberwiesenthal, devant Lothar Düring, du SG Dynamo Johanngeorgenstadt. Le champion sortant, Rainer Dietel, du SC Dynamo Klingenthal, est troisième de l'épreuve.

### Championnat d'Estonie
Le Championnat d'Estonie 1964 s'est déroulé à Otepää. Il fut remporté par Heido Meema : troisième de l'épreuve en 1957, 1960 et 1963, il s'impose enfin, qui plus est devant le champion sortant, Boriss Stõrankevitš. Dieter Treumann complète le podium.

### Championnat des États-Unis
Le championnat des États-Unis 1964 s'est tenu à Crested Butte, dans le Colorado. Il a été remporté par John Balfanz (de).

### Championnat de Finlande
Le championnat de Finlande 1964 a été remporté par Pekka Ristola. Depuis l'édition 1956, ce dernier était souvent sur le podium, mais n'avait jamais gagné.

### Championnat de France
Les résultats du championnat de France 1964 manquent.

### Championnat d'Islande
Birgir Guðlaugsson a remporté le championnat d'Islande 1964.

### Championnat d'Italie
Le championnat d'Italie 1964 fut remporté par Enzo Perin, dont c'était le septième titre. Il s'impose devant Ezio Damolin et Lino Ferrari, le vice-champion sortant.

### Championnat de Norvège
Le championnat de Norvège 1964 a distingué Tormod Knutsen, qui s'est imposé devant Bjørn Wirkola et Arne Larsen, vice-champion sortant et champion 1962.

### Championnat de Pologne
Le championnat de Pologne 1964 fut remporté par Erwin Fiedor, du club ROW Rybnik.

### Championnat de Suède
Le championnat de Suède 1964 a distingué Bengt Eriksson, du club IF Friska Viljor, dont c'était le septième titre. Le club champion fut le club du champion, l'IF Friska Viljor.

### Championnat de Suisse
Le Championnat de Suisse 1964 s'est déroulé à Einsiedeln. Il a distingué Alois Kälin[réf. nécessaire].